# Lorenzo Tio
Lorenzo Tio (Nueva Orleans, Luisiana, 1884 - Nueva York, 24 de diciembre de 1933) fue un clarinetista, oboista, saxofonista y arreglista norteamericano de jazz tradicional, que desarrolló su trabajo en la época de formación del jazz. 

## Historial
Hijo del también clarinetista Lorenzo Tio Hazeur, tocó con asiduidad, a partir de 1897, en la Lyre Symphony Orchestra (que dirigía su tío Louis Tio), con repertorio clásico, y sólo a partir de comienzos del siglo XX, se inició en el hot, a través de diversas formaciones de reducido tamaño. En 1910, se incorpora a la Onward Brass Band y comienza a dar clases de clarinete. Entre sus alumnos, se cuentan Johnny Dodds, Albert Nicholas, Barney Biggard, Jimmy Noone y algunos otros.
Después toca con la Tuxedo Brass Band de Papa Celestin (1913) y con Manuel Pérez, con quien se va a Chicago, en 1916. Más tarde, permanece varios meses en Nueva York (1923-1924), tocando con Armand J. Piron. Volverá a la gran ciudad unos meses antes de su muerte.

## Estilo
Es el prototipo de clarinetista "criollo" de Nueva Orleans, con estilo elegante y técnica impecable, improvisador fecundo e inspirado y de gran influencia en sus coetáneos.